# Данкан (Оклахома)
Данкан (англ. Duncan) — місто (англ. city) в США, в окрузі Стівенс штату Оклахома. Населення — 22 692 особи (2020).

## Географія
Данкан розташований за координатами 34°30′22″ пн. ш. 98°0′19″ зх. д. / 34.50611° пн. ш. 98.00528° зх. д. (34.506150, -98.005384). За даними Бюро перепису населення США в 2010 році місто мало площу 124,27 км², з яких 111,65 км² — суходіл та 12,62 км² — водойми.

### Клімат
| Клімат : Данкан         | Клімат : Данкан | Клімат : Данкан | Клімат : Данкан | Клімат : Данкан | Клімат : Данкан | Клімат : Данкан | Клімат : Данкан | Клімат : Данкан | Клімат : Данкан | Клімат : Данкан | Клімат : Данкан | Клімат : Данкан | Клімат : Данкан |
| Показник                | Січ.            | Лют.            | Бер.            | Квіт.           | Трав.           | Черв.           | Лип.            | Серп.           | Вер.            | Жовт.           | Лист.           | Груд.           | Рік             |
| Абсолютний максимум, °C | 28,9            | 31,1            | 36,1            | 35,6            | 37,2            | 41,1            | 43,3            | 43,3            | 42,2            | 38,3            | 32,2            | 31,1            | 43,3            |
| Середній максимум, °C   | 11,1            | 13,9            | 18,3            | 24,4            | 27,8            | 32,2            | 35,0            | 35,6            | 31,7            | 25,6            | 17,8            | 12,8            | 23,9            |
| Середній мінімум, °C    | −1,7            | 0,6             | 4,4             | 10,6            | 15,0            | 20,0            | 21,7            | 21,7            | 17,8            | 11,7            | 3,9             | 0,0             | 10,5            |
| Абсолютний мінімум, °C  | −22,2           | −19,4           | −16,7           | −3,3            | 1,1             | 9,4             | 12,8            | 13,3            | 2,2             | −3,3            | −10             | −15             | −22,2           |
| Норма опадів, мм        | 36              | 46              | 51              | 76              | 163             | 114             | 69              | 61              | 64              | 86              | 38              | 38              | 842             |
| Днів з дощем            | 3,5             | 4,3             | 4,8             | 6,1             | 7,6             | 7,3             | 5,2             | 4,8             | 4,3             | 5,5             | 2,9             | 3,8             | 60,1            |
| Вологість повітря, %    | 70              | 67              | 61              | 60              | 68              | 65              | 63              | 58              | 58              | 63              | 63              | 66              | 64              |
| ----------------------- | --------------- | --------------- | --------------- | --------------- | --------------- | --------------- | --------------- | --------------- | --------------- | --------------- | --------------- | --------------- | --------------- |
| Джерело: weather.com    |                 |                 |                 |                 |                 |                 |                 |                 |                 |                 |                 |                 |                 |

## Демографія
Згідно з переписом 2010 року, у місті мешкала 23 431 особа в 9670 домогосподарствах у складі 6369 родин. Густота населення становила 189 осіб/км². Було 11064 помешкання (89/км²).
Расовий склад населення:
| - 82,3 % — білих - 4,7 % — корінних американців - 3,3 % — чорних або афроамериканців - 0,8 % — азіатів - 3,9 % — осіб інших рас |

До двох чи більше рас належало 5,0 %. Частка іспаномовних становила 8,9 % від усіх жителів.
За віковим діапазоном населення розподілялося таким чином: 23,8 % — особи молодші 18 років, 58,3 % — особи у віці 18—64 років, 17,9 % — особи у віці 65 років та старші. Медіана віку мешканця становила 39,2 року. На 100 осіб жіночої статі у місті припадало 93,3 чоловіків; на 100 жінок у віці від 18 років та старших — 90,9 чоловіків також старших 18 років.
Середній дохід на одне домашнє господарство становив 55 232 долари США (медіана — 40 204), а середній дохід на одну сім'ю — 68 517 доларів (медіана — 52 958). Медіана доходів становила 43 266 доларів для чоловіків та 24 469 доларів для жінок. За межею бідності перебувало 17,8 % осіб, у тому числі 25,3 % дітей у віці до 18 років та 9,1 % осіб у віці 65 років та старших.
Цивільне працевлаштоване населення становило 9740 осіб. Основні галузі зайнятості: освіта, охорона здоров'я та соціальна допомога — 20,8 %, сільське господарство, лісництво, риболовля — 13,6 %, роздрібна торгівля — 11,2 %, виробництво — 9,0 %.

## Персоналії
- Рон Говард (*1954 — американський кінорежисер, продюсер та актор.